# Wicked Games
«Wicked Games» (в переводе с англ. — «Грешные игры») — песня канадского певца The Weeknd. Записана в Site Sound Studios и сведена в Liberty Studios в Торонто. Продюсеры Док Маккинни и Илланджело помогли в написании песни и исполнили всю музыку.
Изначально записанная для микстейпа Уикнда House of Ballons, песня была ремастерингована и издана как лид-сингл для его альбома Trilogy. Для цифровой дистрибуции сингл был выпущен 22 октября 2012 года Republic Records. 9 мая 2013 года «Wicked Games» был сертифицирован платиновым RIAA за распространение 1 000 000 копий в Соединённых Штатах.

## Список композиций
| №  | Название       | Автор(ы)                                                                 | Продюсер(ы)              | Длительность |
| -- | -------------- | ------------------------------------------------------------------------ | ------------------------ | ------------ |
| 1. | «Wicked Games» | Абель Тесфайе, Мартин Маккинни, Карло Монтаньезе, Райнер Миллар-Бланчаер | Док Маккинни, Илланджело | 5:26         |

| №  | Название                                    | Длительность |
| -- | ------------------------------------------- | ------------ |
| 1. | «Wicked Games» (радиоверсия со вступлением) | 4:41         |
| 2. | «Wicked Games» (радиоверсия)                | 4:32         |
| 3. | «Wicked Games» (радиоверсия без цензуры)    | 4:41         |

## Участвовали в создании
Данные взяты из буклета Trilogy.
- The Weeknd — композитор, основной артист
- Док Маккинни[англ.] — композитор, оркестровка, продюсер
- Иллейнджело[англ.] — композитор, оркестровка, сведение, продюсер
- Райнер Миллар-Бланчаер — композитор

## Чарты
| Чарт (2012—2013)                           | Высшая позиция |
| ------------------------------------------ | -------------- |
| Бельгия/Фландрия (Ultratip Bubbling Under) | 83             |
| Канада (Billboard Canadian Hot 100)        | 43             |
| Великобритания (OCC UK Hip Hop/R&B)        | 18             |
| США (Billboard Hot 100)                    | 53             |
| США (Billboard Hot R&B/Hip-Hop Songs)      | 13             |

| Чарт (2013)                          | Позиция |
| ------------------------------------ | ------- |
| US Hot R&B/Hip-Hop Songs (Billboard) | 47      |
| US R&B/Hip-Hop Airplay Songs         | 29      |
| US Top R&B Songs                     | 16      |
| US Top R&B Streaming Songs           | 13      |